# Devillea
Devillea é um género botânico pertencente à família Podostemaceae.